# Otoscleroză
Otoscleroza reprezintă o creștere osoasă anormală localizată în urechea medie, ce poate duce la hipoacuzie și în final la pierderea completă a auzului. Este o boală cu componentă genetică ce afectează metabolismul osos și afectează predominant capsula otică.
Are transmitere autozomal dominantă, iar femeile sunt afectate de 2 ori mai frecvent decât bărbații. Din punct de vedere histologic, boală afectează 10% din populație, însă doar 1 din 10 persoane cu modificări histologice prezintă și semne clinice (deci prevalența clinică a bolii este în jur de 1%).
Otoscleroza se poate manifesta încă de 8-10 ani, însă cel mai frecvent afectează persoanele între 15-40 de ani, hipoacuzia devenind simptomatică la cei afectați de procesul patologic în decadă a 3-a de vârstă.